# Gråsten Nor
Gråsten Nor er et engområde på ca. 700 tdr. land på den sydlige del af Ærø. Oprindeligt var noret et stort, fladvandet havområde som lå en meter under havoverfladen. 1856 blev dæmningen fra Grønnæs til Kragnæs anlagt og det store engområde blev tørlagt. Området afvandes gennem åbne grøfter, der leder vandet ud til større kanaler langs den østlige og vestlige grænse af området. Noret adskilles fra Østersøen af Drejet, som var forbundet med et naturligt drej ud mod Vejsnæs bugten, som udgjorde den eneste landfaste forbindelse mellem de to dele af øen. 
Før inddæmningen af Gråsten Nor var der også  færgefart mellem Østærø og resten af Ærø. Færgefarten over Gråsten Nor blev etableret omkring 1628. Alle kirkelige handlinger på den østlige del af Ærø indtil 1738 foregik i Rise kirke. Den direkte vej fra Marstal, gik over stien fra Græsvænge, til Sønderbygård i Kragnæs Sønderby, og derfra til Noret ad vejen som endte ca. 100 meter sydøst for stedet hvor spejderhytten nu ligger. Derfra er sejlturen gået over til Lille Rise. På en afsidesliggende gård nederst i Frydendal i Lille Rise var der indrettet kro som flere stedet er beskrevet som færgekro. Der blev senere kro i Lundsgaard som lå på Kønken i Lille Rise, så kroen lå igen på ruten for de færgerejsende, der skulle i Rise retningen. Den gamle kro/gård i Frydendal blev nedrevet i ca. 1920.
Gråten Nor består i dag af dyrkede marker, mindre moser og græsningsenge, som oversvømmes vinter og forår. 
Hovedgården Gråsten (1635-1767, der lå vest for noret, er opkaldt efter en stor, grå sten, der blev bortsprængt og formentlig brugt til bygningen af herresædet. Her var 16 bygninger og fire haver, heriblandt en tornehave. Husmandsstedet Tornehave er opkaldt efter denne.  
Der er en vandresti på ca. 8 km. Som udgangspunkt kan man begynde ved flyvepladsen (Dorotheadalsvej 11, eller ved P-pladserne på Drejet. I maj måned blomstre der i noret tusinder vilde orkideer.   Majgøgeurt er fredet, og må derfor ikke plukkes eller graves op.